# Рашиди, Саид
Саид Рашиди (фр. Said Rachidi, араб. سعيد رشيدي‎; род. 14 июля 1986, Лилль) — французский и марокканский боксёр, представитель средней весовой категории. Выступал за национальные сборные Франции и Марокко по боксу во второй половине 2000-х годов, победитель и призёр многих турниров международного значения, чемпион национальных первенств, участник летних Олимпийских игр в Пекине. В 2010—2011 годах боксировал также на профессиональном уровне.

## Биография
Саид Рашиди родился 14 июля 1986 года в городе Лилль департамента Нор, Франция. Занимался боксом в местном клубе «Лилль—Мулен».

### Любительская карьера
Впервые заявил о себе в боксе на международной арене в сезоне 2004 года, когда вошёл в состав французской национальной сборной и принял участие в нескольких крупных юниорских соревнованиях. В том числе одержал победу на юниорском турнире Шести наций в Бари, стал серебряным призёром на Кубке президента во Влоцлавеке, выиграл юниорский Кубок Бранденбурга во Франкфурте-на-Одере, выступил на чемпионате мира среди юниоров в Чеджу и на мировом университетском первенстве в Анталии.
В 2005 году взял бронзу на Кубке Копенгагена в Дании.
В 2006 году не сумел отобраться в основной состав сборной Франции, в зачёте французского национального первенства остановился уже в четвертьфинале. Начиная с этого времени на международных соревнованиях стал представлять сборную Марокко, в частности под марокканским флагом получил серебро на международном турнире «Мухаммед VI Трофи» в городе Фес, на стороне Марокко принял участие в матчевой встрече со сборной Франции, уступив по очкам французскому боксёру Жауаду Шигеру.
В 2007 году в средней весовой категории стал бронзовым призёром на арабском чемпионате в Арьяне, выиграл серебряную медаль на Панарабских играх в Каире, выступил на чемпионате мира в Чикаго, где на стадии четвертьфиналов был остановлен казахом Бахтияром Артаевым.
В 2008 году стал чемпионом Франции и обладателем Кубка Франции, при всём при том, на летние Олимпийские игры в Пекине отправился в составе сборной Марокко — получил олимпийскую лицензию благодаря успешному выступлению на мировом первенстве. На Играх, однако, уже в стартовом поединке категории до 75 кг вновь встретился с Бахтияром Артаевым и потерпел от него поражение со счётом 2:8.
После пекинской Олимпиады Рашиди ещё в течение некоторого времени оставался в составе боксёрской команды Марокко и продолжал принимать участие в крупнейших международных турнирах. Так, в 2009 году в среднем весе он выступил на Средиземноморских играх в Пескаре, уступив в четвертьфинале турку Адему Кылыччи, и на чемпионате мира в Милане, где уже на предварительном этапе был досрочно побеждён представителем Литвы Владимиром Милевским. При этом на чемпионате Франции в этом сезоне стал серебряным призёром, проиграв в финале Матьё Бодерлику.

### Профессиональная карьера
В 2010—2011 годах Саид Рашиди провёл четыре боя на профессиональном уровне, из которых два выиграл, тогда как два других завершились ничьей.